# Odonia brachystachys
Odonia brachystachys là một loài thực vật có hoa trong họ Đậu. Loài này được (Benth.) Rose mô tả khoa học đầu tiên năm 1906.